# 石隈利紀
石隈 利紀（いしくま としのり、1950年 - ）は、日本の心理学者。山口県生まれ。学校心理学のアラン・カウフマン博士に師事し、アラバマ大学大学院でPh.D（博士号）を取得。
アラバマ大学大学院博士課程修了。学校心理学のPh.D.を取得。カウフマン博士からは、賢いアセスメントの考え方に基づく「子どもの強い能力に焦点をあてた援助」について学ぶ。そしてサンディエゴ州立大学で故バレリー・クック・モラール博士、キャロル・ロビンソン・セニュアルトウ博士、コレッテ・イングラム博士から、「環境の中の子ども」に焦点をあてた「子どもと（多文化の）環境の相互作用への援助」の重要性と方法を学ぶ。カウンセリングでは論理療法・認知行動療法に興味をもち、アルバート・エリスから、「認知・情緒・行動の相互作用への働きかけにより柔らかく生きることを援助する」方法を学ぶ。
2016年4月より、東京成徳大学応用心理学部教授、筑波大学名誉教授。2016年3月筑波大学を定年退職。副学長・理事、附属学校教育局の教育長を務めた。2024年4月より、東京成徳大学特任教授。学校心理士スーパーバイザー・特別支援教育士スーパーバイザー・ガイダンスカウンセラー等の資格をもつ。また、一般社団法人日本心理学諸学会連合（副会長）や一般財団法人日本心理研修センターの役員（元理事）、一般社団法人日本公認心理師協会副会長及び、一般社団法人公認心理師養成機関連盟副会長として、公認心理師の制度作りに参加している。さらに、スタンフォード大学のSPICE(Stanford Program on International and Cross-Cultural Education)プログラムによる、"Stanford e-Japan"(日本の高校生のためのアメリカの文化に関する遠隔授業)の立ち上げにも関わった。

## 行政等での委員
- 2004年 - 文部科学省特別支援教育課「小・中学校におけるLD（学習障害）、ADHD（注意欠如/多動性障害）、高機能自閉症の児童生徒への教育支援体制の整 備のためのガイドライン」作成協力者。
- 2004年 - 文部科学省中央教育審議会専門部会委員。
- 2012年1月 - 福島県教育庁こどものこころのサポートチーム協議会委員。
- 2016〜2017年 - 文部科学省特別支援教育課「発達障害を含む障害のある幼児児童生徒に対する教育支援体制整備ガイドライン」作成協力者。
- 2019年12月 - 茨城県取手教育委員会教育委員。
- 2021年〜2022年12月 - 文部科学省「生徒指導提要の改訂に関する協力者会議」委員。
- 2023年9月 - こども家庭庁いじめ調査アドバイザー

## 受賞
- 1987年 - [Mid-South Educational Research Association Conference]で"Outstanding Research Award"を受賞。
- 1999年 - San Diego State Universityより"Recognition of his Excellence in Completion of an Academic School Psychology Internship, 1989-1990, and Carrying our Vision to his Native Country of Japan"を受賞。
- 2004年 - 日本教育心理学会より「優秀論文賞」を受賞。[5]
- 2012年 - National Association of School Psychologistsより、東日本大震災における子ども・学校支援のリーダーシップに対して"President's Award to Outstanding Contribution"を受賞。[6][7]
- 2013年 - 日本学校心理学会は、長年にわたる学校心理学の分野における顕著な功績を記念し、「石隈利紀学校心理学貢献賞」を設けた。[8]
- 2016年 - 一般社団法人日本LD学会より貢献賞を受賞。
- 2022年 - 一般社団法人日本カウンセリング学会名誉会員。
- 2023年 - 一般社団法人日本LD学会名誉会員。
- 2023年 - 中華本土社会科学会　栄誉会員
- 2024年 - 一般社団法人特別支援教育士資格認定協会S.E.N.S名誉会員

## 学会関係

### 学会
- 一般社団法人日本心理学諸学会連合（元副理事長）
- 一般社団法人日本学校心理学会（理事長）
- 一般財団法人特別支援教育士認定協会（評議員）
- 日本K－ABCアセスメント学会（理事，元理事長）

### 学校心理士関係団体
- 一般社団法人学校心理士認定運営機構（理事長）
- 日本学校心理士会（常任幹事）
- 日本学校心理士会「東日本大震災子ども・学校支援チーム」（代表）
- 一般社団法人日本スクールカウンセリング推進協議会（理事，前理事長）

### 公認心理師関係団体
- 一般財団法人公認心理師試験研修センター（2018.8まで理事， 2022年より公認心理師実務基礎研修検討委員会委員）
- 公益社団法人日本公認心理師協会（副会長）
- 一般社団法人日本公認心理師養成機関連盟（理事，前副会長）

## 主要研究テーマ
- 子ども、教師、保護者、スクールカウンセラーらが、チームとなって、子どもの成長を援助するための方法
- 異文化・多文化間コンサルテーション（価値観の違う者が、お互いの専門性を活かしながら、共通の問題に関して、協働で解決を図る）
- すべての子どもの援助をめざす（特別）支援教育の充実およびインクルーシブ教育システムの構築
- 助け方・助けられ方～互いの援助のあり方
- 知能検査（K－ABC、K－ABC－II、WISC－III、WISC－IV、WISC－V、WAIS－IV）の開発と活用[9]
- ソフトな論理療法（自分のビリーフを愛おしみつつ、ビリーフが堅くなったときは柔らかくする方法）
- 子どもの育ちを援助する、学校、家庭、地域のネットワークの促進
- 東日本大震災で被災した子ども・学校のレジリエンス

## 個別式知能検査
複数の知能検査の開発に関わった。下記の検査の刊行委員：
- 上野一彦・石隈利紀・大六一志・松田修・名越斉子・中谷一郎『日本版WISC－V』日本文化科学社、2021年
- 上野一彦・石隈利紀・大六一志・山中克夫・松田修『日本版WAIS－IV』日本文化科学社、2018年
- 藤田和弘・石隈利紀・青山真二・服部環・熊谷恵子・小野純平『日本版KABC－II』丸善出版株式会社、2013年
- 上野一彦・藤田和弘・前川久男・石隈利紀・大六一志・松田修『日本版WISC－IV』日本文化科学社、2011年
- 東 洋・上野一彦・藤田和弘・前川久男・石隈利紀・佐野秀樹編著『日本版WISC－III』 日本文化科学社、1998年
- 松原達哉・藤田和弘・前川久男・石隈利紀編著『K-ABC心理・教育アセスメントバッテリー』丸善メイツ、1993年

## 主要編著書

### 新刊
- 八並光俊・石隈利紀・田村節子・家近早苗（編）『やさしくわかる 生徒指導提要ガイドブック』 明治図書、2023年　ISBN 9784181305277
- 八並光俊・石隈利紀（編）『Q&A新生徒指導提要で読み解く これからの児童生徒の発達支持』株式会社ぎょうせい、2023年　ISBN 9784324112724
- 石隈利紀（編）『公認心理師の基礎と実践 18: 教育・学校心理学 第2版』遠見書房、2022年　 ISBN 9784866161389
- 石隈利紀・家近早苗　『スクールカウンセリングのこれから』創元社、2021年  ISBN 9784422167688
- 太田信夫監修石隈利紀・小野瀬雅人編　『教育・学校心理学』　北大路書房、2021年 　ISBN 9784762831621

- 石隈利紀（編）『公認心理師の基礎と実践 18: 教育・学校心理学』遠見書房、2019年　ISBN 978-4-86616-068-9
- 水野治久・家近早苗・石隈利紀（編）『チーム学校での効果的な援助―学校心理学最前線』ナカニシヤ書店、2018年　ISBN 978-4779513091
- 石隈利紀・田村節子『新版：石隈・田村式援助チームによるチーム援助入門：学校心理学・実践編』図書文化社、2018年　ISBN 978-4810087079

### その他の主要著書
- 前川久男・石隈利紀・藤田和弘・松原達哉（編著）『Ｋ－ＡＢＣアセスメントと指導 ―解釈の進め方と指導の実際―』 丸善メイツ、1995年 ISBN 978-4895770798
- 石隈利紀『学校心理学ー教師・スクールカウンセラー・保護者のチームによる心理教育的援助サービス』誠信書房、1999年 ISBN 978-4414301496
- 石隈利紀・田村節子『石隈・田村式援助シートによるチーム援助入門ー学校心理学・実践編』図書文化、2003年 ISBN 978-4810033922
- 國分康孝・國分久子(監) 石隈利紀・朝日朋子・曽山和彦(編) 『学習に苦戦する子ども』 図書文化、2003年 ISBN 978-4-8100-3400-4
- 学会連合資格「学校心理士」認定運営機構（企画・監修）石隈利紀・玉瀬耕治・緒方明子・永松裕希（編）『講座 学校心理士-理論と実践2：学校心理士による心理教育的援助サービス』北大路書房、2004年 ISBN  978-4762823763
- 福沢周亮・石隈利紀・小野瀬雅人（責任編集）日本学校心理学会（編）『学校心理学ハンドブック』 教育出版、2004年 ISBN 978-4316800608
- 石隈利紀・伊藤伸二『やわらかに生きる～論理療法と吃音に学ぶ』金子書房、2005年 ISBN 978-4760836079
- 藤田和弘・上野一彦・前川久男・石隈利紀・大六一志（編著）『WISC-IIIアセスメント事例集-理論と実際-』日本文化科学社、2005年 ISBN 978-4821063611
- 石隈利紀『寅さんとハマちゃんに学ぶ助け方・助けられ方の心理学-やわらかく生きるための6つのレッスン』誠信書房、2006年 ISBN 978-4414403633
- 石隈利紀 (監修)・水野 治久（編集）『学校での効果的な援助をめざして～学校心理学の最前線』ナカニシヤ出版、2009年 ISBN  978-4779503481
- 石隈利紀・田村節子『石隈・田村式援助シートによる実践チーム援助ー特別支援教育編』 図書文化、2013年  ISBN 978-4810026184
- 石隈利紀・藤生英行・田中輝美『生涯発達の中のカウンセリングII～子どもと学校を援助するカウンセリング』サイエンス社、2013年
- 水野治久・石隈利紀･田村節子・田村修一・飯田順子(編)『よくわかる学校心理学』ミネルヴァ書房、2013年  ISBN 978-4623063963
- シェーン・R・ジマーソン (編集), トーマス・D・オークランド (編集), ピーター・T・ファレル (編集), 石隈 利紀 (監修, 翻訳), 松本 真理子 (監修, 翻訳), 飯田 順子 (監修, 翻訳）『世界の学校心理学事典』明石書店、2013年  ISBN 978-4750338866
- 石隈利紀 (著), 家近早苗 (著), 飯田順子  (著), 小島弘道 (監修)『学校教育と心理教育的援助サービスの創造』学文社、2014年 ISBN 978-4762024085
- Lee, P. 2008 Collaborative Practices for Educators: Strategies for Effective Communication. Minnetonka, MN: Peytral Publications, Inc. (石隈利紀監訳・中田正敏訳 2015 教師のチームワークを成功させる6つの技法 誠信書房 ISBN 978-4414202205
- 石隈利紀（監修）熊谷恵子・田中輝美・菅野和恵（編）　2016　ライフスキルを高める心理教育～高校・サポート校・特別支援学校での実践　金子書房　ISBN 978-4760838202
- 石隈利紀・大野精一・小野瀬雅人・松本真理子・東原文子・山谷・福沢周亮（責任編集）日本学校心理学（編） 2016　学校心理学ハンドブック第2版―「チーム」学校の充実をめざして　教育出版　ISBN　978-4316803128
- 田村節子・石隈利紀　2017　石隈・田村式援助チームによる子ども参加型チーム援助―インフォームドコンセントを超えてー　図書文化 ISBN 978-4810076851

## 主要論文
- 菅野和恵・山崎優子・石隈利紀　2023　発達障害のある青年の母親の心理的適応過程―保護者の援助ニーズに焦点をあててー　学校心理学研究,22,71-83

https://www.jstage.jst.go.jp/article/jjspedit/22/1/22_71/_pdf/-char/ja
- 竹内利光・石隈利紀　2023　予備校生のイラショナルビリーフ尺度の作成および信頼性・妥当性の検討―予備校生への心理教育的援助サービスの充実をめざしてー　学校心理学研究,22,43-55

https://www.jstage.jst.go.jp/article/jjspedit/22/1/22_43/_pdf/-char/ja
- 家近早苗・石隈利紀　2022　チーム学校尺度の作成―学校組織へのコンサルテーションをめざして　日本学校心理士会年報，14,42-56

https://schoolpsychology-ishikuma.org/wp-content/uploads/2022/07/article_2022-001.pdf
- 香取早苗・石隈利紀　2021　青年・成人を対象としたいじめの影響尺度の改訂といじめ体験の立場の影響　心理臨床学研究，39，419-430

https://ndlsearch.ndl.go.jp/books/R000000004-I032008308
- Iechika, S. & Ishikuma,T. (2021) Influence of functions of a coordination committee on teachers' psycholo-educational support. Journal of School Psychology,20, 1-19.

https://www.jstage.jst.go.jp/article/jjspedit/20/2/20_139/_pdf/-char/ja
- 石隈利紀　2021カウフマン先生と私～賢いアセスメントからの学び　Ｋ－ＡＢＣアセスメント研究23, 1-15．

https://www.jstage.jst.go.jp/article/kabc/23/0/23_3/_pdf
- 本田真大・新井邦二郎・石隈利紀　2020　援助要請の機能性の向上を目標とした行動介入の試みー援助要請スキルトレーニングの効果検証　学校臨床心理学研究：北海道教育大学大学院教育学研究科学校臨床心理学研究紀要,17,11-21.

https://doi.org/10.32150/00009441
- 池田岳・石隈利紀　2020　触れる関わりが自閉症者と定型発達児童生徒との関係性に与える影響　東京成徳大学臨床心理学研究,20,67-75

https://ndlsearch.ndl.go.jp/books/R000000004-I031424690
- 石隈利紀　2019　チーム学校で促進する学校メンタルヘルス～学校心理学の立場　学校メンタルヘルス研究,22,32-37

https://ndlsearch.ndl.go.jp/books/R000000004-I029953327
- 山口豊一・水野治久・本田真大・石隈利紀　2019　学校マネジメントがチーム援助体制、心理職活用およびチーム援助行動に与える影響　カウンセリング研究,52,33-46

https://www.jstage.jst.go.jp/article/cou/52/1/52_33/_pdf/-char/ja
- 石隈利紀　2018　日本における学校教育および心理学の動向と学校心理学・学校心理士の展望　日本学校心理士会年報,10,4-16.
- 松浦正一・石隈利紀　2018　学校危機における緊急支援に関する文献研究―災害による学校危機に関する文献から見えてくる緊急支援のありかたー　聖マリアンナ医学研究誌,18. https://jglobal.jst.go.jp/detail?JGLOBAL_ID=201802222934467383
- 松浦正一・石隈利紀　2017　学校危機における緊急支援で行われる支援内容に関する文献研究―文献の事例からみた支援内容と予防開発的な心理教育の位置づけ　武蔵野大学心理臨床センター紀要,13-28.

https://mu.repo.nii.ac.jp/record/724/files/13-28%2817%29.pdf
- 石隈利紀　2017　「チーム学校」における心理教育的援助サービスー公認心理師の誕生と学校心理士のこれから　日本学校心理士会年報, 9, 5-20.
- 西山久子・小泉令三・石隈利紀・大野精一　2017　熊本地震スタート支援における支部間サポートネットワーク　ー東日本大震災からの学びを生かす取組から－　日本学校心理士会年報，9，107-114.
- 児玉裕巳・石隈利紀・ 戸山美樹　2017　中学・高校生における学習の態度の認知・情緒・行動間の関連および学校段階の差異 筑波大学心理学研究, 53, 33-43.

https://tsukuba.repo.nii.ac.jp/record/40753/files/PR_53-33.pdf
- 石隈利紀　2017　学校カウンセリングの最近の動向～カウンセリングから心理教育的援助サービスへの「広がり」～　心と社会,48(3).

https://ndlsearch.ndl.go.jp/books/R000000004-I028565449
- 石隈利紀　2017　大学院における10科目Ａ心理実践科目：心の健康教育に関する理論と実践　こころの科学（野島一彦（編）　公認心理師入門）, 146-149.
- 石隈利紀　2017　巻頭言：チーム学校における学校保健学への期待～学校心理学の視点から～　学校保健研究, 59(2), 75.
- 熊上藤子・石隈利紀　2016 「気になる子」に関する巡回相談が保育士の行動および保育所のチーム援助に与える影響　コミュニティ心理学研究, 20(１), 28-44.

https://www.jstage.jst.go.jp/article/jscpjournal/20/1/20_28/_pdf/-char/ja
- Ishikuma, T., Matsuda, O, Fujita, K., & Ueno, K. (2016) Intellectual assessment of children and youth in Japan: Past, present, and future. International Journal of School & Educational Psychology, 4(4), 241-246.

https://doi.org/10.1080/21683603.2016.1163711
- 西山久子・石隈利紀・大野精一・Pfohl, W. 　2016　欧州におけるクライシスマネジメントの基盤づくりにむけた専門性向上の取り組み－ＥＳＰＣＴによるSchool Psychologist向け研修から　日本学校心理士会年報, 8, 123-131.
- 石隈利紀　2016　私の授業論　苦戦している子どもの理解と授業ＵＤの効果　授業ＵＤ研究, 2, 48-53.
- 石隈利紀　2016　特別講演：チーム学校における学校保健学への期待―学校心理学の視点から　学校保健研究, 58, 59-61.
- 石隈利紀　2016  「チーム学校」における連携～スクールカウンセラーの役割と課題　臨床心理学（臨時増刊号「公認心理師」）, 33-35.
- 石隈利紀　2016　公認心理師に期待される修得課題：予防開発的心理教育を学ぶ　こころの科学(野島一彦〔編〕公認心理師への期待）, 66-72.
- 石隈利紀　2016　公認心理師とこれからの心理教育的援助サービス　教育と医学, 64(4), 68-76.

https://ndlsearch.ndl.go.jp/books/R000000004-I027224954
<1> 学位論文
- Ishikuma, T. 1990 A cross-cultural study of Japanese and American children's intelligence from a sequential-simultaneous perspective. University of Alabama. Ann Arbor, MI: University Microfilms International.

<2>学術雑誌論文
1.　　学校心理学・学校心理士関連
1. 1.　学校心理学
- 石隈利紀・阿久澤栄・安藤正紀　2015　学校心理学は支援が必要な子どもたちに何ができるのか？　学校心理学研究, 15, 59-71.

https://www.jstage.jst.go.jp/article/jjspedit/15/1/15_59/_pdf/-char/ja
- 石隈利紀　2012　みんなの援助が一人の援助 ―どのように一次的援助サービスが二次的援助サービス・三次的援助サービスの土台になるか　学校心理学研究, 12, 73-82.　特別寄稿論文

https://www.jstage.jst.go.jp/article/jjspedit/12/1/12_73/_pdf/-char/ja
- 石隈利紀　2004　学校心理学とその動向 ―心理教育的援助サービスの実践と理論の体系をめざして―　心理学評論, 47, 332-347.

https://www.jstage.jst.go.jp/article/sjpr/47/3/47_332/_pdf/-char/ja
- 石隈利紀　1997　学校心理学に基づくスクールカウンセリング　―一人ひとりの児童生徒を生かす学校教育をめざして― 教育心理学年報　40-44.

https://www.jstage.jst.go.jp/article/pamjaep/38/0/38_S10/_pdf/-char/ja
- 石隈利紀　1996　学校心理学の概要と今日的意義 応用教育心理学研究, 12, 1-7.
- 石隈利紀　1996　学校心理学に基づく学校カウンセリングとは カウンセリング研究, 29, 226-239.

https://ndlsearch.ndl.go.jp/books/R000000004-I4102748
- 高野清純・三浦香苗・天野清・上野一彦・石隈利紀　1992　学校心理学をめぐって　教育心理学年報, 31, 17-21.

https://www.jstage.jst.go.jp/article/arepj1962/31/0/31_17/_pdf/-char/ja
　1.2.　学校心理士
- 石隈利紀・小野瀬雅人・大野精一・松村茂治・橋本創一 2010 学校心理士をどう養成するか―大学院における関連科目新基準「誕生」の過程と意義― 日本学校心理士会年報, 2, 5-18.
- Ishikuma, T　2003　Policy and direction of development of counseling profession in Japan. Konvensi National Bimbingan Dan Kouseling (Proceeding of National Convention on Guidance and Counseling), 18-22.
- 今田里佳・後藤正幸・吉川領一・石隈利紀 2001 生徒支援における専門性を活かした役割分担と連携 ―学校心理学に基づくスクールカウンセラーの実践― 信州大学教育学部附属教育実践総合センター紀要教育実践研究, 2, 1-12.

https://soar-ir.repo.nii.ac.jp/record/2115/files/CERT02-01.pdf
- 塩見邦雄・石隈利紀・橋本秀美・横島義昭・永松裕希・松浦宏・大野精一　2000　「学校心理士と教育現場」についての考察　教育心理学年報, 39, 37-41.

https://www.jstage.jst.go.jp/article/pamjaep/41/0/41_22_1/_pdf/-char/ja
- 石隈利紀　1996　何がスクールカウンセラーの役割と機能に影響を与えるか ―日本におけるスクールカウンセラーのあり方をめぐって― 筑波大学臨床心理学論集, 11, 1-3.
- 石隈利紀　1996　日本の学校教育におけるスクールカウンセラーの現状と課題 ―学校心理学の視点からスクールカウンセラーの事例を検討する― こころの健康, 11, 36-48.

https://www.jstage.jst.go.jp/article/kokoronokenkou1986/11/2/11_2_36/_pdf/-char/ja
- 石隈利紀　1994　スクール・サイコロジストと学校心理学 ―学校教育への新しいアプローチをめざして― 教育心理学年報, 33, 144-154.
- 石隈利紀　1993　LDの援助システム―スクール・サイコロジストの立場から　― LD（学習障害）― 研究と実践, 1, 53-62.

1. 3.　特別支援紀
- 石隈利紀 2015 発達障害者のニーズと理解～学校教育における援助に焦点をあてて～　心と社会, 日本精神衛生会, 160, 50-56.

https://ndlsearch.ndl.go.jp/books/R000000004-I026565926
- 兒玉裕巳・石隈利紀　2014　軽度知的障害のある中学生の学校適応に対する援助：学校移行期を中心に、アセスメントとチーム援助を活用して　教育相談研究,　51,　13－23.

https://ndlsearch.ndl.go.jp/books/R000000004-I025943841
- 石隈利紀 2012 発達障害のある子どもの「心の危機」と「学習」の支援 ―大震災における子ども・学校支援を進めながら―　LD研究, 21, 2-8.

https://ndlsearch.ndl.go.jp/books/R000000004-I023581945
- 前川久男・石隈利紀・藤田和弘・松原達哉　1988　情報処理様式による障害児童の評価と指導 ―Kaufman Assessment Battery for Children (K-ABC)による―　養護・訓練研究, 1, 62-72.

https://www.jstage.jst.go.jp/article/pamjaep/30/0/30_884/_pdf/-char/ja
- 石隈利紀　2010　高等学校における特別支援教育 ―学校心理学の立場から― LD研究, 19 (3), 198-204.

https://ndlsearch.ndl.go.jp/books/R000000004-I10887614
- 石隈利紀・上村恵津子　2002　ＩＥＰ作成プロセスにおける保護者の参加に関わる研究の動向 ―過去１０年間の米国の論文のレビューから―　筑波大学心理学研究, 24, 221-230.

https://tsukuba.repo.nii.ac.jp/records/2754
- 石隈利紀　2001　不登校児やLD（学習障害）児のための援助チームに関する研究 ―小学校におけるスクールカウンセラーの効果的な活用をめざして― 安田生命社会事業団研究助成論文集, 36, 18-28.

https://ndlsearch.ndl.go.jp/books/R000000004-I5979944
- 上村恵津子・石隈利紀・永松裕希 2001 養護学校における「個別の指導計画」の作成に関する研究　教育相談研究, 39, 11-17.

https://ndlsearch.ndl.go.jp/books/R000000004-I6319520
- 上村恵津子・石隈利紀　2001　教師からのサポートの種類と父親のとらえ方の関係　―特別な教育ニーズを持つ子どもの父親に焦点を当てて― LD研究, 10 (1), 59-69.

https://www.jstage.jst.go.jp/article/pamjaep/42/0/42_622/_pdf/-char/ja
- 石隈利紀・上村恵津子　2001　障害児を持つ親に関する研究の動向 ―教師からの有効な支援の方法を探る視点から― 筑波大学心理学研究, 23, 187-199.

https://tsukuba.repo.nii.ac.jp/records/2902
- 上村恵津子・石隈利紀　2000　教師からのサポートの種類とそれに対する母親のとらえ方の関係に関する研究―特別な教育ニーズを持つ子どもの母親に焦点を当てて― 教育心理学研究, 48（3）, 284-293.

https://www.jstage.jst.go.jp/article/jjep1953/48/3/48_284/_pdf/-char/ja
- 石隈利紀・宮本友弘・小野留美子　2000　養護教諭の心理教育的援助サービス　教育相談研究, 38, 49-60.

https://ndlsearch.ndl.go.jp/books/R000000004-I6095055
- 石隈利紀・永松裕希・今田里佳　1999　アメリカ合衆国における個別教育計画（ＩＥＰ）に基づく特殊教育サービス―学校心理学の枠組みから― 特殊教育学研究, 37 (2), 81-91 -34.

https://www.jstage.jst.go.jp/article/tokkyou/37/2/37_KJ00004952471/_pdf/-char/ja
- 石隈利紀　1994　ＩＥＰ（個別教育プログラム）に基づく教育を実践するために ―教師のスキル向上と学校の支援体制の整備をめざして―　神奈川県第二教育センター研究報告書（サポート）, 1,　47-51.

2. 心理教育的援助サービス 
2.1. 学校組織とマネジメント
- 山口豊一・水野治久・本田真大・石隈利紀 2015 学校コミュニティにおける心理職活用システムの開発に関する研究－学校の管理職及びミドルリーダーに焦点を当てた尺度開発を通して－ コミュニティ心理学研究, 19(1), 77-93.

https://www.jstage.jst.go.jp/article/jscpjournal/19/1/19_77/_pdf/-char/ja
- 大澤薫・家近早苗・石隈利紀 2013　中学教師の同僚や管理職に対するとらえ方が教育活動のモラールに与える影響　教育相談研究, 50 , 9-23.

https://ndlsearch.ndl.go.jp/books/R000000004-I025171289
- 山口豊一・樽木靖夫・家近早苗・石隈利紀　2012 中学校におけるマネジメント委員会の機能がチーム援助体制及びチーム援助行動に与える影響 ―主任層に焦点をあてて― 日本学校心理士会年報, 4, 103-112.
- 山口豊一・石隈利紀・山本麻衣子　2011 中学校のマネジメント委員会に関する研究 ―「問題解決・課題遂行」機能に視点をあてて― 跡見学園女子大学文学部紀要 46, A93-106.

https://atomi.repo.nii.ac.jp/records/672
- 山口豊一・家近早苗・樽木靖夫・石隈利紀・山本麻衣子 2010 中学校のマネジメント委員会における機能の構造―学校の特徴との関連から　跡見学園女子大学文学部紀要, 45, 91-112.

https://atomi.repo.nii.ac.jp/record/649/files/atomi-KJ00006678824.pdf
- 山口豊一・石隈利紀　2010　中学校におけるマネジメント委員会に関する研究―マネジメント委員会機能尺度（中学校版）の作成― 日本学校心理士会年報, 2, 73-83.
- 山口豊一・家近早苗・樽木靖夫・石隈利紀　2010 中学校におけるチーム援助を促進する要因はなにか―学校組織を中心として― 教育相談研究, 47, 33-41.

https://ndlsearch.ndl.go.jp/books/R000000004-I10770291
- 山口豊一・石隈利紀　2009　中学校におけるマネジメント委員会の意思決定プロセスと機能に関する研究　日本学校心理士会年報, 1, 69-78.
- 山口豊一・石隈利紀 2006　中学校における学校マネジメント委員会にどのような機能があるか ―企画委員会を題材とした質的研究―　筑波大学学校教育論集, 29, 51-62.

https://ndlsearch.ndl.go.jp/books/R000000004-I8838586
- 山口豊一・石隈利紀　2001　予防的教育相談の学校心理学的研究 ―Ａ子への二次的援助サービスの実践を通して― 教育相談研究,　39, 1-9.

https://ndlsearch.ndl.go.jp/books/R000000004-I6319514
2.2．　コーディネーション
- 相楽直子・石隈利紀　2012 養護教諭が行う援助チームのコーディネーションの検討 ―高校における生徒参加型の援助チームの事例を通して― 教育相談研究, 49, 9-18.

https://ndlsearch.ndl.go.jp/books/R000000004-I024346482
- 家近早苗・石隈利紀　2012 中学校教師の心理教育的援助サービスに関する意識変容尺度の開発―コーディネーション委員会への参加に焦点をあてて― 教育相談研究, 49, 33-41.

https://ndlsearch.ndl.go.jp/books/R000000004-I024346502
- 家近早苗・石隈利紀 2011 心理教育的援助サービスを支えるコーディネーション委員会の機能尺度（中学校版）の開発 ―学校全体の援助サービスの向上をめざして― 学校心理学研究, 11, 57-68.

https://www.jstage.jst.go.jp/article/jjspedit/11/1/11_57/_pdf/-char/ja
- 家近早苗・石隈利紀 2011 心理教育的援助サービスのコーディネーションに関する展望と課題 教育相談研究, 48, 41-48.

https://ndlsearch.ndl.go.jp/books/R000000004-I023583664
- 家近早苗・石隈利紀　2011　生徒がとらえる心理教育的援助サービス尺度（中学生版） 日本学校心理士会年報, 3, 43-54.
- 鈴木敏広・石隈利紀　2011　ポジティブな面に注目した日記の開発とその活用が児童生徒の自己肯定感に及ぼす効果 学校教育論集, 33, 41-58.

https://ndlsearch.ndl.go.jp/books/R000000004-I025587307
- 瀬戸美奈子・石隈利紀　2010 システムレベルのコーディネーション行動が援助システムの活性化に与える影響 ―Ａ中学校における実践事例を通して カウンセリング研究, 43 (4), 278-286. https://www.jstage.jst.go.jp/article/cou/43/4/43_278/_article/-char/ja/
- 相樂直子・石隈利紀　2011　養護教諭が行う援助チームにおけるコーディネーションの検討 : 保健室登校の事例を通してカウンセリング研究, 44　(4), 346-354. https://www.jstage.jst.go.jp/article/cou/44/4/44_346/_article/-char/ja

- 家近早苗・石隈利紀・岡村光幸・丹下真知子・横田隆・吉本恭子　2010　教師の心理教育的援助サービスに関する意識はコーディネーション委員会の参加によりどう変わるか ―学校に焦点をあてて― 日本学校心理士会年報, 2, 65-72.
- 家近早苗・石隈利紀　2008 学校の問題に対する教師の当事者意識に関する研究 教育相談研究, 45・46, 59-64.

https://ndlsearch.ndl.go.jp/books/R000000004-I9689198
- 家近早苗・石隈利紀 2007 中学校のコーディネーション委員会のコンサルテーションおよび相互コンサルテーション機能の研究: 参加教師の体験から(実践研究) 教育心理学研究, 82-92.

https://www.jstage.jst.go.jp/article/jjep1953/55/1/55_82/_pdf/-char/ja
- 家近早苗・石隈利紀 2007　中学校のコーディネーション委員会のコンサルテーションおよび相互コンサルテーション機能の研究 ―参加教師の体験から― 教育心理学研究, 55, 82-92. https://www.jstage.jst.go.jp/article/jjep1953/55/1/55_82/_pdf/-char/ja
- 相楽直子・石隈利紀 　2005　教育相談のシステムの構築と援助サービスに関する研究 教育心理学研究, 53, 579-590.

https://www.jstage.jst.go.jp/article/jjep1953/53/4/53_579/_pdf/-char/ja
- 家近早苗・石隈利紀　2003　中学校における援助サービスのコーディネーション委員会に関する研究 教育心理学研究, 51,230-238.

https://www.jstage.jst.go.jp/article/jjep1953/51/2/51_230/_pdf/-char/ja
- 瀬戸美奈子・石隈利紀　2002　高校におけるチーム援助に関するコーディネーション行動とその基盤となる能力および権限の研究―スクールカウンセラー配置校を対象として― 教育心理学研究, 50, 204-214.

https://www.jstage.jst.go.jp/article/jjep1953/50/2/50_204/_pdf/-char/ja
- 大友秀人・石隈利紀　1992　集団行動に困難を示す小学生を指導する学級担任へのコンサルテーション ―学校心理学の枠組みから― 筑波大学臨床心理学論集, 8, 29-368.

2.3.　 援助チーム
- 藤井茂子・石隈利紀・濱口佳和　2018　小学生の母子保健登校による養護教諭の心理変容モデルの構築―修正版グランテッド・セオリー・アプローチによる仮説モデルの生成―　　カウンセリング研究，51（1），14－26.

https://www.jstage.jst.go.jp/article/cou/51/1/51_14/_pdf/-char/ja
- 石隈利紀 2015　学校現場におけるチームによる心理教育的援助サービス　臨床心理学, 15 (2), 186-192.

https://ndlsearch.ndl.go.jp/books/R000000004-I026193247
- 石隈利紀 2015 「子どもと学校の力を活かすチーム援助～養護教諭のコーディネーションに焦点をあてて～」 会報, 千葉県高等学校教育研究会養護部会, 42, 31-39.
- 石隈利紀 2015　児童生徒のSOSをキャッチする～総合的な援助体制の推進～ 兵庫教育, 772, 4-7.
- 藤井茂子・石隈利紀　2014　小学生の母子保健室登校における担任の心理的変容プロセス　教育相談研究, 51, 51-60.

https://ndlsearch.ndl.go.jp/books/R000000004-I025944040
- 田村節子・石隈利紀 2012　学校に対して要求が強い母親が子どもの援助のパートナーへとどのように変容するか ―母親のインタビューの質的分析― 日本学校心理士会年報, 5, 101-113.
- 田村節子・石隈利紀 2011 心理的な混乱が大きい保護者が援助チームのパートナーとなる心理的変容過程モデルの検討 教育相談研究, 48, 25-34. https://ndlsearch.ndl.go.jp/books/R000000004-I023583604
- 上村恵津子・石隈利紀 2010 教師が行う保護者面談に関する研究の動向と課題 信州大学教育学部研究論集, 3, 127-140. https://soar-ir.repo.nii.ac.jp/record/2364/files/KE03R127.pdf

- 上村恵津子・石隈利紀 2008 保護者面談における保護者の連携構築プロセスに関する研究 ―保護者の発話分析を通して― 学校心理学研究, 8, 59-73.

https://ndlsearch.ndl.go.jp/books/R000000004-I10501568
- 瀬戸美奈子・石隈利紀 2008 コーディネーション行動がチーム援助の有用性に与える影響―中学校における事例を通して―　教育相談研究, 45・46, 25-33.

https://ndlsearch.ndl.go.jp/books/R000000004-I9689149
- 上村恵津子・石隈利紀 2007 保護者面談における教師の連携構築プロセスに関する研究　教育心理学研究, 55, 560-572.

https://www.jstage.jst.go.jp/article/jjep1953/55/4/55_560/_pdf/-char/ja
- 田村節子・石隈利紀 2007　保護者はクライエントから子どもの援助のパートナーへどのように変容するか―母親の手記の質的研究 ― 教育心理学研究, 55, 438-450.

https://www.jstage.jst.go.jp/article/jjep1953/55/3/55_438/_pdf/-char/ja
- 石隈利紀・飯田順子 　2006 各学校段階における援助チームと校内支援委員会の実態 ― 援助チームの形成・維持に与える影響に焦点をあてて― 　筑波大学学校教育論集,　29-44.

https://tsukuba.repo.nii.ac.jp/records/54281
- 上村恵津子・石隈利紀 　2006　保護者と教師の面接における教師の言語コミュニケーションの分類II ―グラウンディド・セオリー・アプローチによる分析― 信州大学教育学部紀要,　117, 207-218.

https://ndlsearch.ndl.go.jp/books/R000000004-I7904281
- 上村恵津子・石隈利紀　2005　保護者と教師の面接における教師の言語コミュニケーションの分類 ―ロールプレイ逐語録に基づくカテゴリー構成― 信州大学教育学部紀要, 115, 189-197.

https://soar-ir.repo.nii.ac.jp/records/1672
- 瀬戸美奈子・石隈利紀　2003　中学校におけるチーム援助に関するコーディネーション行動とその基盤となる能力および権限の研究 ―スクールカウンセラー配置校を対象として― 教育心理学研究,　51, 378-389.

https://www.jstage.jst.go.jp/article/jjep1953/51/4/51_378/_pdf/-char/ja
- 田村節子・石隈利紀　2003　教師・保護者・スクールカウンセラーによるコア援助チームの形成と展開 ― 援助者としての保護者に焦点をあてて― 教育心理学研究, 51, 328 -338 (☆2004年度日本教育心理学会優秀論文賞受賞).

https://www.jstage.jst.go.jp/article/jjep1953/51/3/51_328/_pdf/-char/ja
2.4.　 アセスメント・心理検査
- 児玉裕巳・石隈利紀 2015 中学・高校生の学習に対する態度についての研究－認知・行動・情緒の3側面からの検討－

https://www.jstage.jst.go.jp/article/jjep/63/3/63_199/_pdf/-char/ja
- Kaufman, N.L・Kaufman, A.S・藤堂栄子・熊谷恵子・石隈利紀 2012 個別学力検査の意義と活用 ―学習障害児を援助する臨床的ツールとして―　 LD研究, 21, 24-31.

https://ndlsearch.ndl.go.jp/books/R000000004-I023582008
- 石井克佳・菅野和恵・江口勇治・石隈利紀　2013 「アジアの高校生による聞き書きプロジェクト」におけるコミュニケーション能力の測定について　筑波大学学校教育論集, 35, 37-45

https://ndlsearch.ndl.go.jp/books/R000000004-I024720124
- Kaufman, A.S・高橋知音・染木史緒・石隈利紀 2012 学習困難のある子どもたちを援助する２１世紀の「賢いアセスメント」 LD研究, 21, 15-23.

https://ndlsearch.ndl.go.jp/books/R000000004-I023581973
- 藤田和弘・石隈利紀・青山真二・服部環・熊谷恵子・小野純平 2011 日本版KABC-IIの理論的背景と尺度の構成　9 K－ABCアセスメント研究, 13, 89-9.

https://ndlsearch.ndl.go.jp/books/R000000004-I023516747
- 本田真大・石隈利紀・新井邦二郎 2005　中学生の対人関係ビリーフ尺度作成の試み 教育相談研究, 43, 11-17.

https://ndlsearch.ndl.go.jp/books/R000000004-I7730101
- 石隈利紀　2004　子どもの苦戦へのチーム援助 K-ABCアセスメント研究, 5, 79-93.
- 景山ゆみ子・石隈利紀　2001ドメスティック・バイオレンス被害者に対する援助についての研究 ―「危機アセスメントモデル」の構築を目指して―　コミュニティ心理学研究, 4, 119-131.

https://www.jstage.jst.go.jp/article/jscpjournal/4/2/4_119/_pdf/-char/ja
- 石隈利紀　1995　発達障害における心理検査の動向　-K-ABCとWISC-IIIを中心にして― 発達障害研究, 16, 244-248.
- 森治子・長谷川浩三・石隈利紀・嶋田洋徳・坂野雄二　1994　不合理な信念測定尺度（JIBT-20）の開発の試みヒューマンサイエンスリサーチ, 3, 43-58.
- 小野純平・松原達哉・藤田和弘・前川久男・石隈利紀　1994　日本版Ｋ－ＡＢＣの構成概念的妥当性に関する検討　筑波大学リハビリテーション研究, 3, 11-16.

https://tsukuba.repo.nii.ac.jp/records/5557
- Kaufman, A.S., Ishikuma, T. & Kaufman, N.L.　1994　A Horn analysis of the factors measured by the WAIS-R, Kaufman Adolescent and Adult Intelligence Test (KAIT), and two new brief cognitive measures for normal adolescents and adults.　Assessment, 1, 353-366.

https://doi.org/10.1177/107319119400100404
- Kaufman, A.S., Kaufman, N.L., & 石隈利紀　1994　LDの心理・教育アセスメントとK-ABC ― 一人ひとりの子どもの得意な情報処理スタイルを生かす教育をめざして―　LD（学習障害） 研究と実践, 3, 13-21.
- Valasquez, R.J., Callahan, W.J., Evans, D., & Ishikuma, T.　1994　DSM-III-R training in master's-level counseling programs. Psychological Reports, 74, 1331-1338.

https://doi.org/10.2466/pr0.1994.74.3c.1331
- Kaufman, A. S., Ishikuma, T., & Kaufman-Packer, J.　1991　Amazingly short forms of the WAIS-R. Journal of  Psychoeducational Assessment, 9, 4-15.

https://doi.org/10.1177/073428299100900101
- Kaufman, A. S, McLean, J.E., Ishikuma, T., & Moon, S. 　1989　Integration of the literature on the intelligence of Japanese children and analysis of the data from a sequential and simultaneous model. School Psychology International, 10, 173-183.

https://doi.org/10.1177/0143034389103002
- Ishikuma, T, Moon, S., & Kaufman, A. S.　1988　Sequential-simultaneous analysis of Japanese children's

```
performance on the JapaneseMcCarthy Scales. Perceptual and Motor Skills, 66, 355-362.
```

https://doi.org/10.2466/pms.1988.66.2.355
- Moon, S., Ishikuma, T., & Kaufman, A. S.　1987　Joint factor analysis of the K-ABC and McCarthy Scales. Perceptual and Motor Skills, 65, 699-704.

https://doi.org/10.2466/pms.1987.65.3.699
2.5. カウンセリング
- 武田鈴夏・石隈利紀　2019　中学生が捉える教師・保護者・友人の関わりが学習態度に及ぼす影響―教育的関わりの4類型に基づく尺度作成を通して　東京成徳大学臨床心理学研究,19,107-117

https://tokyoseitoku-my.sharepoint.com/:b:/g/personal/koho_tsu_ac_jp/EeE9K1GIEJFLtk2UCNYuMBYBkm8e4B5ThmmF0baaZXg8xA?e=V1g5jo
- 宮島紅美子・石隈利紀　2018　算数習熟度別指導とそのクラス選択が自動の学習意欲に及ぼす影響について　東京成徳大学臨床心理学研究,18,129－142

https://tokyoseitoku-my.sharepoint.com/:b:/g/personal/koho_tsu_ac_jp/Ec-4t69rmWRCjROA8fl4cAIBk6HRRU69QF42wsK3p4g8bg?e=GuLVPfhttps://ndlsearch.ndl.go.jp/books/R000000004-I029707128
- 市川園子・白肌邦夫・石隈利紀　2014　カラオケによる落ち込み解消効果の分析　教育相談研究,　51,　1－11.

https://ndlsearch.ndl.go.jp/books/R000000004-I025943752
- 家近早苗・石隈利紀　 2006　 私立高等学校における生活場面を生かしたスクールカウンセリング　教育相談研究

https://ndlsearch.ndl.go.jp/books/R000000004-I8533965
- 石隈利紀　2003　学校カウンセリングの現状と課題　― 一人ひとりの子どもの力と援助ニーズに応じる学校教育サービスをめざして 明治学院大学心理臨床センター研究紀要, 1, 15-28.

https://ndlsearch.ndl.go.jp/books/R000000004-I6980276
- 岡田佳恵・石隈利紀　1999　看護職の自動思考とバーンアウトとの関係 カウンセリング研究, 32,　115-123.

https://ndlsearch.ndl.go.jp/books/R000000004-I4882045
3. 領域・テーマ 
3.1.　震災支援
- 松浦正一・石隈利紀　2019学校危機における安全教育の促進のための研修プログラムの開発―チーム学校（指導主事、スクールカウンセラー、スクールソーシャルワーカー）による緊急支援に焦点をあててー　安全教育学研究, 18(2), 1-18

https://ndlsearch.ndl.go.jp/books/R000000004-I030399914
- 村上浩将・石隈利紀　2019　小学生における危機体験からの回復プロセスに関する研究― レジリエンスとの関連からー　東京成徳大学臨床心理学研究,19,128－138

https://tokyoseitoku-my.sharepoint.com/:b:/g/personal/koho_tsu_ac_jp/Ebw83kxoUJdBtO5FJlLLhIgB600CzmtZZUEMdZwk1gLpvA?e=qSCZKx
- 西山久子・石隈利紀・家近早苗・小泉令三・Pfohl,W.　2015　東日本大震災を体験した後の子どもと学校のレジリエンスを高める取組み　日本学校心理士会年報,　7,　159－167.
- 西山久子・我妻則明・瀧野揚三・Pfohl,W.･大野精一・石隈利紀　2014　震災後2年間の活動報告：学校心理士による子どもと学校への支援 ―第35回Internatilnal School Pshchology Association 年次大会での発表をもとに－  日本学校心理士年報,　6,　115-128.
- 石隈利紀・大野精一・西山久子・都丸けい子　2012　震災支援から学ぶ学校心理士の可能性 ―東日本大震災 子ども・学校支援チームの活動(2011年から2012年)より―　日本学校心理士会年報, 5, 151-167.
- 石隈利紀・大野精一・西山久子・都丸けい子　2012　日本学校心理士会による東日本大震災支援 ―子ども・学校支援チームを中心にして 日本学校心理士年報, 4, 165-177.
- Ishikuma, T., & Nishiyama, H.　2011　Appreciation for support for Japan in Responding to the natural disaster. NASP Communique, December 2011.1, 8-9.

3.2.　被援助志向性
- 本田真大・新井邦二郎・石隈利紀　2015 援助要請行動から適応感に至るプロセスモデルの構築　カウンセリング研究,48,65-74.

https://www.jstage.jst.go.jp/article/cou/48/2/48_65/_pdf/-char/ja
- 田村修一・水野治久・石隈利紀　2012　教職志望者の被援助志向性を規定する要因 ―教育実習場面に焦点をあてて―　カウンセリング研究, 45-1, 29-39.

https://www.jstage.jst.go.jp/article/cou/45/1/45_29/_pdf/-char/ja
- 本田真大・新井邦二郎・石隈利紀 2011 中学生の友人、教師、家族に対する被援助志向性尺度の作成　カウンセリング研究, 44, 254-263.

https://www.jstage.jst.go.jp/article/cou/44/3/44_254/_pdf/-char/ja
- 本田真大・新井邦二郎・石隈利紀 2011 援助要請スキル尺度の作成　学校心理学研究, 10, 33-40.

https://ndlsearch.ndl.go.jp/books/R000000004-I11099715
- 水野治久・山口豊一・石隈利紀　2009　中学生のスクールカウンセラーに対する被援助志向性 ―接触仮説に焦点をあてて ― コミュニティ心理学研究, 12, 170-180．

https://www.jstage.jst.go.jp/article/jscpjournal/12/2/12_170/_pdf/-char/ja
- 本田真大・石隈利紀・新井邦二郎　2009　中学生の悩みの経験と被援助志向性が対人関係適応感に与える影響　カウンセリング研究, 42, 176-184.

https://ndlsearch.ndl.go.jp/books/R000000004-I10313286
- 本田真大・石隈利紀 2008　中学生の援助に対する評価尺度（援助評価尺度）の作成　学校心理学研究, 8, 29-39.

https://ndlsearch.ndl.go.jp/books/R000000004-I10501398
- 田村修一・石隈利紀 2008 中学校教師の被援助志向性を規定する要因―会話スキル、校長のリーダーシップおよび職場風土に対する認知に焦点をあてて カウンセリング研究, 41, 224-234.

https://ndlsearch.ndl.go.jp/books/R000000004-I10157076
- 本田真大・新井邦二郎・石隈利紀 2008 中学生の悩みの深刻さ、援助要請時に受けた援助、受けた援助の期待との一致、援助評価と学校適応の関連の検討　 筑波大学心理学研究, 36, 57-65.

https://tsukuba.repo.nii.ac.jp/records/17009
- 水野治久・石隈利紀・田村修一 2006 中学生を取り巻くヘルパーに対する被援助志向性に関する研究―学校心理学の視点から　カウンセリング研究, 39, 17-27.

https://ndlsearch.ndl.go.jp/books/R000000004-I7951896
- 田村修一・石隈利紀 2006　 中学校教師の被援助志向性に関する研究 ―状態・特性被援助志向性尺度の作成および信頼性と妥当性の検討―　教育心理学研究, 54, 75-89.

https://www.jstage.jst.go.jp/article/jjep1953/54/1/54_75/_pdf/-char/ja
- 山口豊一・水野治久・石隈利紀　2004　中学生の悩みの経験・深刻度と被援助志向性の関連－学校心理学の視点を生かした実践のために　カウンセリング研究, 37, 241-249.

https://ndlsearch.ndl.go.jp/books/R000000004-I7157887
- 水野治久・石隈利紀　2004　わが国の子どもに対するソーシャル・サポート研究の動向と課題 ―学校心理学の具体的展開のために　カウンセリング研究, 37, 280-290.

https://ndlsearch.ndl.go.jp/books/R000000004-I7157902
- 水野治久・石隈利紀・田村修一　2003　中学生を取り巻くヘルパーからのソーシャルサポートと適応に関する研究  コミュニティ心理学研究 7(1), 35-46, 2003-12.

https://www.jstage.jst.go.jp/article/jscpjournal/7/1/7_35/_pdf/-char/ja
- 田村修一・石隈利紀　2002　中学校教師の被援助志向性と自尊感情の関連 教育心理学研究, 50, 291-300.

https://www.jstage.jst.go.jp/article/jjep1953/50/3/50_291/_pdf/-char/ja
- 田村修一・石隈利紀　2001　指導・援助サービス上の悩みにおける中学校教師の被援助志向性に関する研究―バーンアウトとの関連に焦点をあてて　教育心理学研究, 49, 438-448.

https://www.jstage.jst.go.jp/article/jjep1953/49/4/49_438/_pdf/-char/ja
- 水野治久・石隈利紀　1999　被援助志向性、被援助行動に関する研究の動向 教育心理学研究, 47, 530-539.

https://www.jstage.jst.go.jp/article/jjep1953/47/4/47_530/_pdf/-char/ja
3.3.　学校生活スキル
- 飯田順子・石隈利紀・山口豊一 2009　高校生の学校生活スキルに関する研究―学校生活スキル尺度（高校生版）の開発―　学校心理学研究, 9, 25-35.

https://ndlsearch.ndl.go.jp/books/R000000004-I11099616
- 石川満佐育・田中輝美・熊谷恵子・菅野和恵・初谷和行・竹内義晴・平田佳弘・篠原吉徳・石隈利紀　2009　「ライフスキルを高める心理学の授業」の効果の検討　学校教育論集, 31, 5-11.

https://ndlsearch.ndl.go.jp/books/R000000004-I10259687
- 飯田順子・山口豊一・石隈利紀 2008 学校生活スキルの発達的変化の検討　教育相談研究, 45・46, 49-58.

https://ndlsearch.ndl.go.jp/books/R000000004-I9689196
- 飯田順子・石隈利紀　2006　中学生の学校生活スキルと学校ストレスとの関連 カウンセリング研究, 39, 132-142.

https://ndlsearch.ndl.go.jp/books/R000000004-I8068803
- 阿部聡美・水野治久・石隈利紀　2006　中学生の言語的援助要請スキルと援助不安、被援助志向性の関連　大阪教育大学紀要　第IV部門, 54 (2), 141-150.

https://opac-ir.lib.osaka-kyoiku.ac.jp/webopac/bdyview.do?bodyid=BD00022838&elmid=Body&fname=KJ00004417610.pdf&loginflg=on&block_id=_631&once=true
- 山口豊一・飯田順子・石隈利紀　2005　小学生における学校生活スキルに関する研究－学校生活スキル尺度（小学生版）の開発 校心理学研究, 5, 49-58.

https://ndlsearch.ndl.go.jp/books/R000000004-I8925063
- 下山晃司・田中輝美・熊谷恵子・石隈利紀　2007 ライフ・スキルを高める心理学の授業開発の試み ―試験的実施結果について―　筑波大学学校教育論集, 29, 83-87.

https://ndlsearch.ndl.go.jp/books/R000000004-I8838791
- 飯田順子・石隈利紀　2003　中学生のスキルを測定する尺度の開発に関する研究の動向　筑波大学心理学研究, 213-228.

https://tsukuba.repo.nii.ac.jp/records/2747
- 飯田順子・石隈利紀　2002　中学生の学校生活スキルに関する研究 ―学校生活スキル尺度（中学生版）の開発― 教育心理学研究, 50, 225-236.

https://www.jstage.jst.go.jp/article/jjep1953/50/2/50_225/_pdf/-char/ja
- 飯田順子・石隈利紀　2002　中学生の学校生活スキルと学校における活動状況との関連 ―自己効力感と学業成績に焦点を当て― 教育相談研究, 40, 13-23.

https://ndlsearch.ndl.go.jp/books/R000000004-I6455981*
- 飯田順子・石隈利紀 　2001　中学校における学級集団を対象としたスキルトレーニング　―自己効力感がスキル学習に与える影響―　筑波大学心理学研究, 23, 179-185.

https://tsukuba.repo.nii.ac.jp/records/2906
3.4.　異文化間心理学
- 飯田順子・石隈利紀・佐野一郎・林貴美子・新津勝二・甲斐雄一郎・松本末男・今井二郎・藤原健志　2015　児童生徒の国際的資質を育成する実践～『ヤングアメリカンズワークショップ』を通じた附属学校の児童生徒の変化～　筑波大学学校教育論集, 37, 1－9.
- 藤原健志・飯田順子・甲斐雄一郎・松本末男・日下部公昭・鈴木亨・石隈利紀　2015　高校生の国際研修旅行経験による国際的資質の向上　筑波大学学校教育論集, 37, 19－28.

https://tsukuba.repo.nii.ac.jp/records/43587
- 木原美妃・石隈利紀 2008 学校における異文化コンサルテーションーコンサルタントの役職を「文化」ととらえて　筑波大学学校教育論集, 30, 37-44.

https://ndlsearch.ndl.go.jp/books/R000000004-I9443148
- 水野治久・石隈利紀　2001　留学生のソーシャルサポートと適応に関する研究の動向課題 　コミュニティ心理学研究, 4, 132-143.

https://www.jstage.jst.go.jp/article/jscpjournal/4/2/4_132/_pdf/-char/ja
- 水野治久・石隈利紀　2001　アジア系留学生の専門的ヘルパー、役割的ヘルパー、ボランティアヘルパーに対する被援助志向性と社会・心理学的変数の関連 教育心理学研究, 49（2）, 137-145.

https://www.jstage.jst.go.jp/article/jjep1953/49/2/49_137/_pdf/-char/ja
- 水野治久・石隈利紀　2000　アジア系留学生の専門的ヘルパーに対する被援助志向性と社会・心理学的変数の関連　教育心理学研究, 48, 165-173.

https://www.jstage.jst.go.jp/article/jjep1953/48/2/48_165/_pdf/-char/ja
- 水野治久・石隈利紀　1998　アジア系留学生の援助志向性と適応に関する研究　カウンセリング研究, 31, 1-9.

https://ndlsearch.ndl.go.jp/books/R000000004-I4444191
- 松原達哉・石隈利紀　1993　外国人留学生相談の実態 カウンセリング研究, 26, 146-155.

https://ndlsearch.ndl.go.jp/books/R000000004-I3530208
3.5.　学級・生徒
- 横関那月・石隈利紀　2018　親からの期待の内在化が高校生の過剰適応による精神的健康度に与える影響　東京成徳大学臨床心理学研究,18,119－128

https://ndlsearch.ndl.go.jp/books/R000000004-I029707111
- 佐々木航・石隈利紀　2018　中学生における学校観尺度の作成および学校生活への意識・時間的展望に関する研究　東京成徳大学臨床心理学研究,18,143－151

https://ndlsearch.ndl.go.jp/books/R000000004-I029707140
- 樽木靖夫・石隈利紀・蘭千壽 2011 中学生の学級劇活動における分業的協力および教師の援助的介入に関する研究　日本学校心理士会年報, 3, 87-98.
- 樽木靖夫・石隈利紀・蘭千壽　2010　学校行事における教師の介入に関する一次的援助サービスモデルの提案　日本学校心理士会年報, 2, 85-93.
- 樽木靖夫・石隈利紀・蘭　千壽 2009 中学校の文化祭での学級劇活動における学級アイデンティティの獲得と肯定的な自己評価の形成　 日本学校心理士会年報, 1, 119-128.
- 樽木靖夫・蘭千壽・石隈利紀　2008　文化祭での学級劇での活動における中学生の困難な場面でも頑張る姿勢への教師の援助介入 日本教育工学会雑誌, 32, 177-180.

https://www.jstage.jst.go.jp/article/jjet/32/Suppl./32_KJ00005126188/_pdf/-char/ja
- 湯浅俊夫・石隈利紀 2008　予備校における小論文教育が受験生の自己効力感・進路意識に与える影響―自分や社会について考える力の育成を通して― 教育相談研究, 45・46, 41-47.

https://ndlsearch.ndl.go.jp/books/R000000004-I9689171
- 樽木靖夫・石隈利紀 2006 文化祭での学級劇における中学生の小集団の体験の効果 ―小集団の発展，分業的協力，担任教師の援助介入に焦点をあてて―　教育心理学研究, 54, 101-111.

https://www.jstage.jst.go.jp/article/jjep1953/54/1/54_101/_pdf/-char/ja
- 樽木靖夫・石隈利紀　2005　文化祭での学級劇活動における中学生の集団体験及び担任教師の援助介入　学校心理学研究,　5, 37-48.

https://ndlsearch.ndl.go.jp/books/R000000004-I8925048
- 石川満佐育・石隈利紀・濱口佳和　2005　他尊感情と自尊感情が自己表現に与える影響 筑波大学心理学研究, 29, 89-97.

https://tsukuba.repo.nii.ac.jp/record/2778/files/9.pdf
- 石隈利紀・小野瀬雅人・福沢周亮 　1994　「三匹の子ぶた」に関する心理学的研究(3)　 ―父親・母親が考える「望ましい物語」について　 筑波大学心理学研究, 16, 51-61.

https://tsukuba.repo.nii.ac.jp/record/3067/files/7.pdf
- 小野瀬雅人・石隈利紀・福沢周亮　1993　「三匹の子ぶた」に関する心理学的研究(2)　 ―幼稚園教師の考える「望ましい物語」について 筑波大学心理学研究, 15, 113-123.

https://tsukuba.repo.nii.ac.jp/record/3049/files/12.pdf
- 福沢周亮・小野瀬雅人・石隈利紀　1992　 「三匹の子ぶた」に関する心理学的研究　―物語の構造と伝えられる価値の分析を中心に― 筑波大学心理学研究, 14, 45-53.

https://tsukuba.repo.nii.ac.jp/record/3024/files/6.pdf
3.6.　公認心理師
- 石隈利紀　2019　公認心理師の概要と課題　臨床精神医学, 48, 549-556.

https://ndlsearch.ndl.go.jp/books/R000000004-I029749793

## 主な共同研究者
【学位論文】（筑波大学・東京成徳大学）
著者：川端　久詩
- 学位：博士 (心理学)、2021年
- タイトル：Being-in, Being-for, Being-with の視点による不登校中学生の成長過程－相談学級の生徒に対するSGE を通して

著者：宗形　奈津子
- 学位：博士 (心理学)、2020年
- タイトル：巡回相談員を活用する特別支援教育校内システムモデルの生成 https://dl.ndl.go.jp/pid/11504154/1/1

著者：松浦　正一
- 学位：博士 (心理学)、2019年
- タイトル：学校危機における緊急支援の支援者のための研修プログラムの開発および有用性の研究
- 松浦正一・石隈利紀　2019学校危機における安全教育の促進のための研修プログラムの開発―チーム学校（指導主事、スクールカウンセラー、スクールソーシャルワーカー）による緊急支援に焦点をあててー　安全教育学研究, 18(2), 1-18

https://ndlsearch.ndl.go.jp/books/R000000004-I030399914
著者：藤井　茂子
- 学位：博士 (カウンセリング科学)、2015年
- タイトル：小学生の母子保健室登校を通した母子関係の変容と援助プロセスモデルの生成
- 藤井茂子・石隈利紀・濱口佳和　2018　小学生の母子保健登校による養護教諭の心理変容モデルの構築―修正版グランテッド・セオリー・アプローチによる仮説モデルの生成―　　カウンセリング研究，51（1），14－26  https://www.jstage.jst.go.jp/article/cou/51/1/51_14/_pdf/-char/ja

著者：相樂　直子
- 学位：博士 (カウンセリング科学)、2013年
- タイトル：養護教諭による生徒の資源の活用を促すコーディネーションに関する研究
- 相樂直子・石隈利紀　2011　養護教諭が行う援助チームにおけるコーディネーションの検討 : 保健室登校の事例を通して カウンセリング研究, 44　(4), 346-354. https://ndlsearch.ndl.go.jp/books/R000000004-I024346482

著者：家近　早苗
- 学位：博士 (カウンセリング科学)、2010年
- タイトル：心理教育的援助サービスの向上に影響を与えるコーディネーション委員会の機能 https://www.jstage.jst.go.jp/article/jjspedit/11/1/11_57/_pdf/-char/ja
- 家近早苗・石隈利紀 2007 中学校のコーディネーション委員会のコンサルテーションおよび相互コンサルテーション機能の研究 : 参加教師の体験から(実践研究) 教育心理学研究, 82-92.

https://www.jstage.jst.go.jp/article/jjep1953/55/1/55_82/_pdf/-char/ja
- 家近早苗・石隈利紀 2007　中学校のコーディネーション委員会のコンサルテーションおよび相互コンサルテーション機能の研究 ―参加教師の体験から― 教育心理学研究, 55, 82-92.

著者：樽木　靖夫
- 学位：博士 (カウンセリング科学)、2010年
- タイトル：協力的集団体験を通して中学生の自己評価を高める教師の援助的介入に関する研究 https://tsukuba.repo.nii.ac.jp/record/21223/files/1.pdf

著者：山口　豊一
- 学位：博士 (カウンセリング科学)、2010年
- タイトル：中学校のマネジメント委員会の機能がチーム援助体制およびチーム援助行動に与える影響 https://tsukuba.repo.nii.ac.jp/record/20134/files/A5432.pdf
- 山口豊一・石隈利紀　　2010　中学校におけるマネジメント委員会に関する研究―マネジメント委員会機能尺度（中学校版）の作成― 日本学校心理士会年報, 2, 73-83.
- 山口豊一・石隈利紀　2009　中学校におけるマネジメント委員会の意思決定プロセスと機能に関する研究　日本学校心理士会年報, 1, 69-78.

著者：瀬戸　美奈子
- 学位：博士 (心理学)、2010年
- タイトル：中学校・高校の援助チームおよび援助システムにおけるコーディネーションに関する研究 https://tsukuba.repo.nii.ac.jp/record/20431/files/B2503.pdf
- 瀬戸美奈子・石隈利紀　2003　中学校におけるチーム援助に関するコーディネーション行動とその基盤となる能力および権限の研究 ―スクールカウンセラー配置校を対象として― 教育心理学研究,　51, 378-389. https://www.jstage.jst.go.jp/article/jjep1953/51/4/51_378/_pdf/-char/ja
- 瀬戸美奈子・石隈利紀　2002　高校におけるチーム援助に関するコーディネーション行動とその基盤となる能力および権限の研究―スクールカウンセラー配置校を対象として― 教育心理学研究, 50,　204-214.  https://www.jstage.jst.go.jp/article/jjep1953/50/2/50_204/_pdf/-char/ja

著者：上村　恵津子
- 学位：博士 (心理学)、2010年
- タイトル：保護者面談における教師の連携促進プロセスに関する研究
- 上村恵津子・石隈利紀　2001　教師からのサポートの種類と父親のとらえ方の関係　―特別な教育ニーズを持つ子どもの父親に焦点を当てて― LD研究, 10 (1), 59-69.  https://www.jstage.jst.go.jp/article/pamjaep/42/0/42_622/_pdf/-char/ja
- 上村恵津子・石隈利紀　2000　教師からのサポートの種類とそれに対する母親のとらえ方の関係に関する研究―特別な教育ニーズを持つ子どもの母親に焦点を当てて― 教育心理学研究, 48（3）,　284-293  https://www.jstage.jst.go.jp/article/jjep1953/48/3/48_284/_pdf/-char/ja

著者：本田　真大
- 学位：博士 (心理学)、2009年
- タイトル：中学生の援助要請行動と学校適応に関する研究 : 援助評価の検討 https://tsukuba.repo.nii.ac.jp/record/23237/files/A5063.pdf
- 本田真大・石隈利紀・新井邦二郎　2009　中学生の悩みの経験と被援助志向性が対人関係適応感に与える影響　カウンセリング研究, 42, 176-184. https://ndlsearch.ndl.go.jp/books/R000000004-I10313286

著者：田村　節子
- 学位：博士 (心理学)、2009年
- タイトル：保護者をパートナーとする援助チームのタイプと援助過程の質的分析 https://tsukuba.repo.nii.ac.jp/record/23238/files/B2431.pdf
- 田村節子・石隈利紀 2007　保護者はクライエントから子どもの援助のパートナーへどのように変容するか―母親の手記の質的研究 ― 教育心理学研究, 55, 438-450. https://www.jstage.jst.go.jp/article/jjep1953/55/3/55_438/_pdf/-char/ja
- 田村節子・石隈利紀　2003　教師・保護者・スクールカウンセラーによるコア援助チームの形成と展開 ― 援助者としての保護者に焦点をあてて― 教育心理学研究, 51, 328 -338 (☆2004年度日本教育心理学会優秀論文賞受賞).  https://www.jstage.jst.go.jp/article/jjep1953/51/3/51_328/_pdf/-char/ja

著者：田村　修一
- 学位：博士 (心理学)、2006年
- タイトル：中学校教師の被援助志向性に影響を与える内的・外的要因の研究 : 教師のバーンアウトの予防を目指して https://tsukuba.repo.nii.ac.jp/record/10176/files/A4041.pdf
- 田村修一・石隈利紀 2008 中学校教師の被援助志向性を規定する要因―会話スキル、校長のリーダーシップおよび職場風土に対する認知に焦点をあてて カウンセリング研究, 41, 224-234. https://ndlsearch.ndl.go.jp/books/R000000004-I10157076
- 田村修一・石隈利紀 2006　 中学校教師の被援助志向性に関する研究 ―状態・特性被援助志向性尺度の作成および信頼性と妥当性の検討―　教育心理学研究, 54, 75-89. https://www.jstage.jst.go.jp/article/jjep1953/54/1/54_75/_pdf/-char/ja

著者：飯田　順子
- 学位：博士 (心理学)、2002年
- タイトル：中学生の学校生活スキルに関する研究
- 飯田順子・石隈利紀　2006　中学生の学校生活スキルと学校ストレスとの関連 カウンセリング研究, 39, 132-142. https://ndlsearch.ndl.go.jp/books/R000000004-I8068803
- 飯田順子・石隈利紀　2002　中学生の学校生活スキルに関する研究 ―学校生活スキル尺度（中学生版）の開発― 教育心理学研究, 50, 225-236.  https://www.jstage.jst.go.jp/article/jjep1953/50/2/50_225/_pdf/-char/ja

著者：水野　治久
- 学位：博士 (心理学)、2001年
- タイトル：アジア系留学生の被援助志向性と社会・心理学的要因の関連 : 効果的な援助方法の開発をめざして
- 水野治久・石隈利紀　2004　わが国の子どもに対するソーシャル・サポート研究の動向と課題 ―学校心理学の具体的展開のために　カウンセリング研究, 37, 280-290. https://ndlsearch.ndl.go.jp/books/R000000004-I7157902
- 水野治久・石隈利紀　1999　被援助志向性、被援助行動に関する研究の動向 教育心理学研究, 47,　 530-539. https://www.jstage.jst.go.jp/article/jjep1953/47/4/47_530/_pdf/-char/ja